# ライフパス
ライフパス(lifepath) は、テーブルトークRPGで、プレイヤーキャラクターのそれまでの人生の経歴をあらわすデータである
。
テーブルトークRPGでは、プレイヤーキャラクター（PC）を作成するときに、キャラクターのそれまでの人生の経歴を専用の表とサイコロによって決定することができるゲームもある。このようにして決定される経歴が「ライフパス」である。

## 例
以下に、ライフパス表の例を示す。
出自決定表（1D6）
1. あなたは貴族の家に生まれた。権力にものをいわせることができるため《交渉》スキルに+1のボーナスが与えられる。
2. あなたは農民の家に生まれた。幼い頃から力仕事をしているため【体力】の能力値に+1のボーナス与えられる。
3. あなたは商人の家に生まれた。子供の頃から貯金を続けていたため、初期所持金が2倍になる。
4. あなたは学者の家の生まれた。任意の《学問》のスキルに+1のボーナス与えられる。
5. あなたは戦士の家に生まれた。戦闘の際のダメージに+1のボーナス与えられる。
6. あなたは孤児なため出自が不明である。幼い頃から偏見の目に耐えつづけたあなたは強靭な意思力をもつ。【精神】の能力値に+1のボーナス与えられる。

これは、六面体サイコロを1個振り、その出目によりキャラクターがどのような家に生まれたかが決定できる表である。また、決定された経歴によってゲーム的に意味のある能力が得られるようになっている。このように、ルールで経歴を決定するゲームではその経歴によって様々な特殊能力が付与される場合が多い。
ここでは出自を決定する表を例に挙げたが、ゲームによっては出自以外にも家族構成や職業などもライフパス表により決定するものもある。ライフパス表の中身についてもゲームによって異なり、基本的にはそのゲームの世界観に添ったものになっている。表の項目数もゲームによって違い、一つのライフパス表に100近い項目や複数のライフパス表を組み合わせるゲームも存在する。

## 歴史
「ライフパス」という言葉は米国のTRPGの"Cyberpunk"で初めて使用されたが、表によってキャラクターの経歴を自動的に決定するという概念はSFRPG『トラベラー』が元祖とされ、TRPGの黎明期からあるルールといえる。
日本でも初期の作品であるソード・ワールドRPGの「生まれ表」などが有名である。

## ゲーム性
ライフパスはキャラクターの経歴を半ば自動的に決定できるため、誰でも手軽に設定を持ったキャラクターを作ることができる。特に複雑な設定を要するゲームでは時間の短縮などに結びつき、そこからシナリオ全体の方向性まで決めることができるためゲームマスターの負担を減らすことにもなる。しかしその一方で、ダイスの目次第では他のキャラクターと同じような出自や経歴になったり、自分キャラクターの背景設定を自由なイメージで作ることができなくなるという不満も存在する。
そのためプレイヤーが望むならゲームマスターと相談し任意のライフパスの選択や変更するなどの折衷案もある。そういった考えを正式にルールとして採用したものに「ロールオアチョイス」がある。